# Сербиновка (Полтавская область)
Сербиновка (укр. Сербинівка) — село,
Сербиновковский сельский совет,
Гребёнковский район,
Полтавская область,
Украина.
Код КОАТУУ — 5320884201. Население по переписи 2001 года составляло 602 человека.
Является административным центром Сербиновковского сельского совета, в который, кроме того, входят сёла
Грушковка и
Саевка.

## Географическое положение
Село Сербиновка находится на левом берегу реки Сухая Оржица,
выше по течению примыкает село Степановка (Драбовский район),
ниже по течению примыкает село Саевка,
на противоположном берегу — село Грушковка.
На реке большая запруда.

## История
- 1992 — село Перше Травня переименовано в село Сербиновка[2].
- Село указано на подробной карте Российской Империи и близлежащих заграничных владений 1816 года как хутор Семены[3].

## Экономика
- ООО «Сербиновское».

## Объекты социальной сферы
- Школа.
- Дом культуры.